# آسمان‌خراش پونت سیتی
پونت سیتی آسمان‌خراشی در شهر ژوهانسبورگ در کشور آفریقای جنوبی است. این سازه در سال ۱۹۷۵ میلادی ساخته شد و با ارتفاع ۱۷۳ متر، مرتفع‌ترین آسمان‌خراش مسکونی در آفریقای جنوبی است. این آسمان‌خراش در حال‌حاضر برای شرکت موبایل ووداکوم تبلیغ می‌کند. 

## تاریخچه
طراح اصلی این سازه منی فلدمن است. او به همرا تیمی متشکل از منفرد هرمر، رادنی گوسکاپف روی این پروژه کار می‌کرد. گوسکاپف پیشنهاد داد که این آسمان‌خراش استوانه‌ای باشد. فاصله زمانی بین این سازه تا فرودگاه بین‌المللی اولیور تامبو تنها ۳۵ دقیقه است.